# World Painted Blood
| 전문가 평가          | 전문가 평가 |
| 총 점수              | 총 점수     |
| 출처                 | 점수        |
| -------------------- | ----------- |
| 메타크리틱           | 78/100      |
| 평가 점수            |             |
| 출처                 | 점수        |
| AllMusic             | [ 2 ]       |
| Alternative Press    | [ 3 ]       |
| The A.V. Club        | A−          |
| Chicago Tribune      | [ 5 ]       |
| Consequence of Sound | [ 6 ]       |
| musicOMH             | [ 7 ]       |
| NOW Magazine         | [ 8 ]       |
| Pitchfork            | 7.3/10      |
| PopMatters           | 8/10        |
| Record Collector     | [ 11 ]      |

《World Painted Blood》는 미국의 스래시 메탈 밴드 슬레이어의 열한 번째 스튜디오 음반이다. 2009년 11월 3일, 아메리칸 레코딩스와 소니 뮤직을 통해 발매되었으며, 그레그 피델먼이 프로듀싱하고 릭 루빈이 총괄 프로듀싱했다. 이 음반은 그레그 피델먼이 프로듀싱한 밴드의 유일한 음반이자 기타리스트 제프 한네만 (2013년 간경화증으로 사망)과 드러머 데이브 롬바르도 (같은 해 슬레이어에서 해고됨) 등 밴드의 오리지널 라인업이 포함된 마지막 음반이다. 2006년 《Christ Illusion》 이후 음반에 대한 많은 기대를 모았던 슬레이어 멤버들은 2009년 초부터 음반에 대한 정보를 공개하기 시작했다.
음반에는 네 개의 다른 커버 아트가 발매되었으며, 각 작품은 빨간색으로 칠해진 지구를 보여주는 지도의 4분의 1을 완성했다. 음반에는 11개의 트랙이 수록되어 있으며, 죽음과 파괴, 전쟁, 연쇄 살인범, 아포칼립스의 기원을 담고 있다. 《World Painted Blood》는 아메리칸 레코딩스를 통해 발매될 밴드의 마지막 음반이자 《Reign in Blood》 (1986년) 이후 밴드의 프로듀서 또는 총괄 프로듀서로 함께 작업한 슬레이어와 레이블 소유주 루빈의 마지막 협업 음반이다.

## 배경
《World Painted Blood》는 밴드가 가사로 완전히 준비된 스튜디오에 들어가지 않고 스튜디오에서 자료를 쓴 최초의 사례이다. 기타리스트 케리 킹은 준비가 되어 있지 않다는 사실에 회의적인 반응을 보였다. 킹은 "'오랜만에 처음으로 필러가 조금 들어간 음반이 될 수도 있구나'라고 생각했어요." 라고 인정한다. "하지만 모든 곡이 잘 나온 것 같아요. 어떤 곡은 비슷하게 들릴까 봐 걱정했고, 모든 곡이 완전히 달라졌어요. 잘 풀린 방식이 멋지죠." 대부분의 가사와 음악은 기타리스트 제프 한네만이 작곡했다. 케리 킹은 "제프가 이 음반을 위해 쓴 것만큼이나 많은 글을 쓰는 것을 좋아합니다. 한 남자가 대부분의 글을 쓸 때 한 가지 관점만 얻을 수 있습니다. 이번에는 제프의 많은 작품이 매우 펑키한 분위기를 풍기는데, 제가 쓰는 작품은 쓰레기처럼 들리지만 펑크가 가미된 느낌이 들고, 제프가 글을 쓸 때는 쓰레기 같은 느낌이 더 강합니다. 잘 어울립니다." 2006년의 《Christ Illusion》과 달리 밴드는 가사와 음악으로 "준비가 부족했다"고 말했다.
이 음반은 2009년 1월 말부터 3월까지 프로듀서 그레그 피델먼과 함께 캘리포니아주 로스앤젤레스에서 녹음되었다. 음반에 녹음된 곡은 13곡이었지만 음반에 수록된 곡은 11곡에 불과했다. 2009년 5월, 킹은 음반에 대해 "이 음반은 《Seasons in the Abyss》 이후 우리가 해온 그 어떤 곡보다 모든 것을 조금씩 갖추고 있다고 생각합니다. 그래서 사람들이 이 음반과 비교할 것이라고 상상할 수 있습니다."라고 말했다. 이 밴드는 리드 기타리스트 제프 한네만이 작곡한 7곡과 킹이 작곡한 6곡 등 13곡의 음반을 녹음했지만 모두 포함된 것은 아니다. 킹은 나중에 음반 발매일이 2009년 늦여름으로 미뤄졌다고 확인했다. 슬레이어 웹사이트의 기사를 통해 음반의 이름을 확인할 수 있었다. 2009년 8월 20일, 로드러너 레코드는 트랙 목록을 확인했다. 올뮤직의 톰 주렉은 이 프로덕션이 "기타 매닉 크루에게는 완전히 다른 방식을 취하고 있다"고 말했다. 2009년 10월 30일, 뉴욕 윌리엄스버그의 더프스 브루클린에서 《World Painted Blood》를 위한 리스닝 파티가 열렸다. 행사는 오후 9시에 시작되었다.

## 발매

### 마케팅 및 커버 아트
2009년 6월, 이 음반은 2009년 늦여름에 발매될 것이라고 발표했다. 음반은 2009년 11월 3일에 발매되었다. 커버 아트는 2009년 9월 15일에 공개되었다. 네 개의 다른 커버는 표준에 맞게 동일하게 배송되었으며, 이를 합치면 피로 뒤덮인 세계 지도를 만들 수 있다. 음반에는 4개의 특별 수집가용 에디션 CD 커버가 있으며, 각 커버에는 "인간의 두개골과 뼈로 그려진 도발적인 대륙 지도의 4분의 1을 표시하고, 4개의 이미지를 함께 배치하면 완전하고 섬뜩한 세계 지도를 형성한다"고 설명한다. 각 음반에는 피로 붉고 투명한 상단 패널이 있으며 그 아래에 지도가 표시되어 있다. 전체 지도는 《World Painted Blood》의 두 자릿수 에디션 슬리브에도 표시되어 있다.

## 곡 목록
| #   | 제목                                | 작사                   | 작곡   | 재생 시간 |
| --- | ----------------------------------- | ---------------------- | ------ | --------- |
| 1.  | 〈World Painted Blood〉             | 제프 한네만, 톰 아라야 | 한네만 | 5:53      |
| 2.  | 〈Unit 731〉                        | 한네만                 | 한네만 | 2:39      |
| 3.  | 〈Snuff〉                           | 케리 킹                | 킹     | 3:42      |
| 4.  | 〈Beauty Through Order〉            | 한네만, 아라야         | 한네만 | 4:36      |
| 5.  | 〈Hate Worldwide〉                  | 킹                     | 킹     | 2:52      |
| 6.  | 〈Public Display of Dismemberment〉 | 킹                     | 킹     | 2:34      |
| 7.  | 〈Human Strain〉                    | 한네만, 아라야         | 한네만 | 3:09      |
| 8.  | 〈Americon〉                        | 킹                     | 킹     | 3:22      |
| 9.  | 〈Psychopathy Red〉                 | 한네만                 | 한네만 | 2:26      |
| 10. | 〈Playing with Dolls〉              | 한네만, 킹, 아라야     | 한네만 | 4:13      |
| 11. | 〈Not of This God〉                 | 킹                     | 킹     | 4:20      |

## 인증
| 국가                       | 인증 | 판매량/출하량 |
| -------------------------- | ---- | ------------- |
| 폴란드 (ZPAV)              | 골드 | 10,000*       |
| *판매량을 기반으로 한 인증 |      |               |